# 2. division
2. division är den tredje högsta fotbollsserien i Danmark.

## Format
Fram till säsongen 2014/2015 var ligan indelad i två serier, västra respektive östra, med sexton lag i vardera serien. Säsongen 2015/2016 ändrades upplägget och ligan delades in i tre serier med åtta lag i vardera serier, där de fyra sämsta i vardera serie går till "nedflyttningsspel" för att försöka undvika nedflyttning samtidigt som de fyra översta i respektive serie går till "uppflyttningsspel" för spel om uppflyttning.